# Анвил ан Сер
Анвил ан Сер (фр. Anneville-en-Saire) насеље је и општина у северној Француској у региону Доња Нормандија, у департману Манш која припада префектури Шербур-Октевил.
По подацима из 2011. године у општини је живело 387 становника, а густина насељености је износила 64,5 становника/km². Општина се простире на површини од 6 km². Налази се на средњој надморској висини од 10 метара.

## Демографија
| 1962. | 1968. | 1975. | 1982. | 1990. | 1999. | 2011. |
| ----- | ----- | ----- | ----- | ----- | ----- | ----- |
| 415   | 425   | 407   | 374   | 345   | 324   | 387   |

График промене броја становника у току последњих година